# ツービート in 横浜アリーナ
『ツービート in 横浜アリーナ』は、2015年3月25日に発売された、星野源の2枚目の映像作品。

## 概要
星野源が2014年12月16日、17日に神奈川・横浜アリーナで行われた初単独公演「星野源 横浜アリーナ2Days『ツービート』」の模様をDVD・Blu-ray化。
12月16日に行われた「弾き語りDay」、12月17日に行われた「バンドDay」をそれぞれ1枚に収録した2枚組。

## 収録内容

### DISC1
「ツービート/弾き語りDAY」
1. 歌を歌うときは
2. ギャグ
3. 化物
4. くせのうた
5. レコードノイズ
6. フィルム
7. くだらないの中に
8. 穴を掘る
9. Night Troop
10. 地獄でなぜ悪い
11. 「一流ミュージシャンからのお祝いメッセージ」
12. ひらめき
13. 冬越え
14. 透明少女
15. 老夫婦
16. 「一流ミュージシャンからのお祝いメッセージ」
17. さすらい
18. MOTHER
19. 愛のせい
20. 「一流ミュージシャンからのお祝いメッセージ」
21. 桜の森
22. ワークソング
23. 夢の外へ
24. ばらばら
ENCORE
25. Crazy Crazy
26. Stranger

### DISC2
「ツービート/バンドDAY」

　+ドキュメンタリー
1. デイジーお味噌汁(Instrumental)
2. ギャグ
3. 化物
4. 穴を掘る
5. もしも
6. ステップ
7. Night Troop
8. くせのうた
9. 未来
10. くだらないの中に
11. 「一流ミュージシャンからのお祝いメッセージ」
12. ひらめき
13. スカート
14. 老夫婦
15. 愛のせい
16. 「一流ミュージシャンからのお祝いメッセージ」
17. さようならのうみ(Instrumental)
18. レコードノイズ
19. ワークソング
20. 兄妹
21. 地獄でなぜ悪い
22. 夢の外へ
23. 桜の森
ENCORE
24. 君は薔薇より美しい
25. Crazy Crazy

ドキュメンタリー『横浜の星～アリーナ史上初の奇跡～』 
※DISC1, DISC2 共に、星野源とスタッフによるオーディオコメンタリー収録

### 初回生産限定盤特典
(Blu-ray・DVD共通)
- ブックレット「TWO BEAT IN YOKOHAMA ARENA BOOK」
・星野源、ニセ明より皆さんへのメッセージ
・横浜アリーナ公演を振り返る星野源　最新インタビュー
・解説「横浜アリーナを満たした奇跡と軌跡」
・当日のリハーサル、ステージ裏をおさめたオフショット集

## 星野源 横浜アリーナ2Days「ツービート」
『星野源 横浜アリーナ2Days「ツービート」』は、星野源が2014年12月16日、17日に開催した初の横浜アリーナ公演。
初日は「ツービート／弾き語りDay」、2日目は「ツービート／バンドDay」と題され、それぞれ異なった編成で開催された。

1日目の弾き語りDayには、奥田民生、小林創、ハマ・オカモト（OKAMOTO'S）、ピエール中野（凛として時雨）、長岡亮介（ペトロールズ）が登場した。

2日目のバンドDayは、星野を含む6人編成のバンドに、ストリングス、ホーンセクションが加わり、最大で約20人の編成で行われた。